# Marie Klotilda Francouzská
Marie Klotilda Francouzská (celým jménem Marie Adéla Klotilda Xavera Bourbonská, 23. září 1759, Versailles – 7. března 1802, Neapol) byla francouzská princezna, která se roku 1796 stala, jako manželka Karla Emanuela, sardinskou královnou. Byla mladší sestrou Ludvíka XVI., francouzského krále. Dobře se orientovala v politice a v době, kdy byla královnou Sardinie, de facto zastávala i funkci předsedkyně vlády. 11. února 1982 byla papežem Janem Pavlem II. prohlášena za ctihodnou.

## Život

### Francouzská princezna

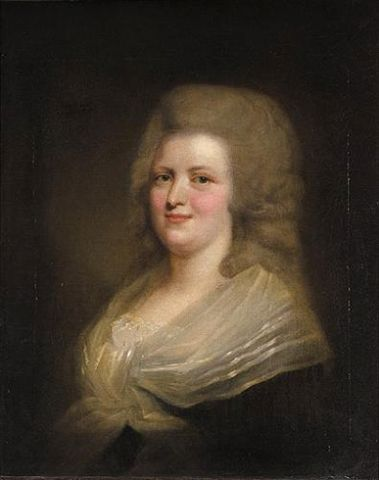
Portrét Marie Klotildy od Johanna Julia Heinsia (1780)

Marie Klotilda se narodila 23. září 1759 ve Versailles jako nejstarší dcera dauphina Ludvíka Ferdinanda, jediného syna krále Ludvíka XV., a jeho manželky Marie Josefy, dcery polského krále Augusta III. Jako vnučka krále byla označována titulem Petite-Fille de France (dcery panovníků bývají označovány pouze Fille de France). Se smrtí děda Ludvíka v květnu 1774 se králem stal Mariin mladší bratr Ludvík August, později známý jako Ludvík XVI.
Dozor nad výchovou princezny Marie Klotildy měla hraběnka z Marsan. Dostalo se jí vzdělání, jak dostávaly i ostatní princezny, tedy zaměřené především na etiketu a náboženství. Rodina Bourbonů byla silně katolická a i mladá princezna nesměla vybočovat, nakonec na přání své tety vstoupila do Řádu karmelitánů.
Marie Klotilda byla obézní a bylo jí nelichotivě přezdíváno Gros-Madame. Když roku 1765 zemřel Mariin otec Ludvík Ferdinand, začala se o děti starat jejich matka Marie Josefa, ta ale zemřela o dva roky později a výchovu Marie Klotildy a její sestry Alžběty Filipíny převzala Marie Luisa de Rohan.
Marie byla provdána krátce po nástupu Ludvíka XVI. na trůn a neměla tedy příliš času na seznámení se se švagrovou Marií Antoinettou. Sama Marie Klotilda byla popisována jako apatická a pasivní, nicméně, měla dobrý vztah se sestrou Alžbětou Filipínou, která později její odjezd do Sardinie nesla velmi těžce.
Roku 1774 byla Ludvíkem XVI. zasnoubena s Karlem Emanuelem, princem z Piemontu a nejstarším synem Viktora Amadea III.

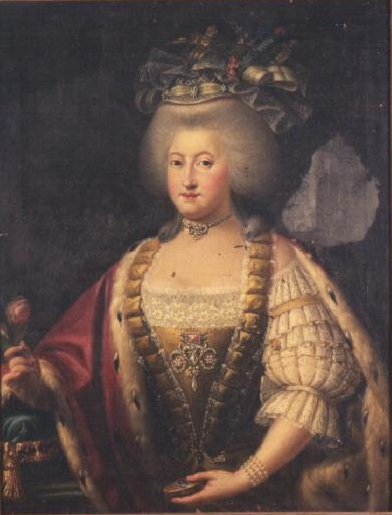
Marie Klotilda jako královna sardinská

### Princezna z Piemontu
27. srpna 1775 se oficiálně konala svatba Karla Emanuela, syna Viktora Amadea III. a jeho manželky Marie Antonie Ferdinandy Španělské. První obřad, který se odehrál ve Versailles, proběhl v zastoupení; nevěsta se s ženichem setkala až při cestě do Turína u města Pont-de-Beauvoisin. Druhý obřad obřadu, tentokrát již s ženichem, se konala v Chambérech. Po celou cestu Marii Klotildu doprovázel její bratr, tehdejší hrabě z Provence, později známý jako Ludvík XVIII. Poslední obřad se odehrál v Turíně. Nicméně, jako datum uzavření svazku bývá uváděn právě 27. srpen 1775. Marie Klotilda byla navíc stále obézní a ve Francii bylo oblíbeným žertem, že si Karel Emanuel vzal dvě nevěsty. Mariin tchán a Karlův otec se navíc obával, že taková váha může způsobit problémy s početím dětí a nepletl se – manželství zůstalo bezdětné.
Marie Klotilda se rychle přizpůsobila podmínkám tchyně Marie Antonie, která byla přísnou katoličkou a poslušně se účastnila všech reprezentačních aktivit. Brzy si vybudovala silný vztah ke své Marii Tereze. I se švagrovou Marií Annou, vévodkyní z Chablais, vycházela dobře. Ne vždy ale pobývala na dvoře v Turíně, protože jí místní atmosféra připadala tísnivá a upjatá.
Když ani po osmi letech manželství nepřicházel potomek, požádala Marie Klotilda svého manžela o ukončení sexuálního styku a tedy i možnost počestně žit. Karel Emanuel ochotně souhlasil.
Marie Klotilda se po uzavření sňatku již nikdy nevrátila do Francie. Především pak kvůli Velké francouzské revoluci; její bratr, její švagrová i sestra, se kterou měla tak dobrý vztah, skončili pod gilotinou. Roku 1789 uprchl nejmladší syn Ludvíka Ferdinanda Karel do Turína, kde byl pod ochranou své sestry Marie Klotildy a jejího tchána. Kryla také své tety Marii Adélu a Viktorii Luisu, které roku 1791 prchly do Turína.

### Královna Sardinie
Roku 1796 nastoupil na královský trůn Mariin manžel Karel Emanuel a ona se tak stala královnou.  6. prosince 1798 vyhlásila Francouzská republika Sardinii válku a Karel Emanuel byl nucen stáhnout se z pevniny pouze na ostrov Sardinie. Pár tak vládl v exilu a během tohoto období objížděl městské státy a potvrzoval diplomatická ujednání. Marie Klotilda v této době navíc de facto působila jako předsedkyně vlády. Karel Emanuel odmítal přání svých bratrů, aby jako král odstoupil a oporu hledal především ve své manželce, která měla silnější osobnost. Pár žil v Římě a pak v Neapoli, kde Marie Klotilda pečovala o manželovu tetu Marii Felicitu
7. března 1802 Marie Klotilda jako dvaačtyřicetiletá zemřela. Karla Emanuela její smrt velice zasáhla a nakonec 4. června toho roku abdikoval ve prospěch mladšího bratra Viktora Emanuela. Marie Klotilda byla pohřbena v Neapoli.

## Vývod z předků
|                            |                                       |  |                     |                                         |  |  |  |  |  |  |  | Ludvík Francouzský |
|                            |                                       |  |                     |                                         |  |  |  |  |  |  |  |                    |
|                            | Ludvík Francouzský                    |  |                     |                                         |  |  |  |  |  |  |  |                    |
|                            |                                       |  |                     |                                         |  |  |  |  |  |  |  |                    |
|                            |                                       |  |                     | Marie Anna Bavorská                     |  |  |  |  |  |  |  |                    |
|                            |                                       |  |                     |                                         |  |  |  |  |  |  |  |                    |
|                            | Ludvík XV.                            |  |                     |                                         |  |  |  |  |  |  |  |                    |
|                            |                                       |  |                     |                                         |  |  |  |  |  |  |  |                    |
|                            |                                       |  |                     | Viktor Amadeus II.                      |  |  |  |  |  |  |  |                    |
|                            |                                       |  |                     |                                         |  |  |  |  |  |  |  |                    |
|                            | Marie Adelaide Savojská               |  |                     |                                         |  |  |  |  |  |  |  |                    |
|                            |                                       |  |                     |                                         |  |  |  |  |  |  |  |                    |
|                            |                                       |  |                     | Anna Marie Orleánská                    |  |  |  |  |  |  |  |                    |
|                            |                                       |  |                     |                                         |  |  |  |  |  |  |  |                    |
|                            | Ludvík Ferdinand Bourbonský           |  |                     |                                         |  |  |  |  |  |  |  |                    |
|                            |                                       |  |                     |                                         |  |  |  |  |  |  |  |                    |
|                            |                                       |  |                     | Rafael Leszczyński                      |  |  |  |  |  |  |  |                    |
|                            |                                       |  |                     |                                         |  |  |  |  |  |  |  |                    |
|                            | Stanislav I. Leszczyński              |  |                     |                                         |  |  |  |  |  |  |  |                    |
|                            |                                       |  |                     |                                         |  |  |  |  |  |  |  |                    |
|                            |                                       |  |                     | Anna Leszczyńska                        |  |  |  |  |  |  |  |                    |
|                            |                                       |  |                     |                                         |  |  |  |  |  |  |  |                    |
|                            | Marie Leszczyńská                     |  |                     |                                         |  |  |  |  |  |  |  |                    |
|                            |                                       |  |                     |                                         |  |  |  |  |  |  |  |                    |
|                            |                                       |  |                     | Jan Karol Opaliński                     |  |  |  |  |  |  |  |                    |
|                            |                                       |  |                     |                                         |  |  |  |  |  |  |  |                    |
|                            | Kateřina Opalinská                    |  |                     |                                         |  |  |  |  |  |  |  |                    |
|                            |                                       |  |                     |                                         |  |  |  |  |  |  |  |                    |
|                            |                                       |  |                     | Zofia Czarnkowska                       |  |  |  |  |  |  |  |                    |
|                            |                                       |  |                     |                                         |  |  |  |  |  |  |  |                    |
| Marie Klotilda Francouzská |                                       |  |                     |                                         |  |  |  |  |  |  |  |                    |
|                            |                                       |  |                     |                                         |  |  |  |  |  |  |  |                    |
|                            |                                       |  | Jan Jiří III. Saský |                                         |  |  |  |  |  |  |  |                    |
|                            |                                       |  |                     |                                         |  |  |  |  |  |  |  |                    |
|                            | August II. Silný                      |  |                     |                                         |  |  |  |  |  |  |  |                    |
|                            |                                       |  |                     |                                         |  |  |  |  |  |  |  |                    |
|                            |                                       |  |                     | Anna Žofie Dánská                       |  |  |  |  |  |  |  |                    |
|                            |                                       |  |                     |                                         |  |  |  |  |  |  |  |                    |
|                            | August III. Polský                    |  |                     |                                         |  |  |  |  |  |  |  |                    |
|                            |                                       |  |                     |                                         |  |  |  |  |  |  |  |                    |
|                            |                                       |  |                     | Kristián Arnošt Braniborsko-Bayreuthský |  |  |  |  |  |  |  |                    |
|                            |                                       |  |                     |                                         |  |  |  |  |  |  |  |                    |
|                            | Kristýna Eberhardýna Hohenzollernská  |  |                     |                                         |  |  |  |  |  |  |  |                    |
|                            |                                       |  |                     |                                         |  |  |  |  |  |  |  |                    |
|                            |                                       |  |                     | Žofie Luisa Württembersko-Winnentalská  |  |  |  |  |  |  |  |                    |
|                            |                                       |  |                     |                                         |  |  |  |  |  |  |  |                    |
|                            | Marie Josefa Saská                    |  |                     |                                         |  |  |  |  |  |  |  |                    |
|                            |                                       |  |                     |                                         |  |  |  |  |  |  |  |                    |
|                            |                                       |  |                     | Leopold I.                              |  |  |  |  |  |  |  |                    |
|                            |                                       |  |                     |                                         |  |  |  |  |  |  |  |                    |
|                            | Josef I. Habsburský                   |  |                     |                                         |  |  |  |  |  |  |  |                    |
|                            |                                       |  |                     |                                         |  |  |  |  |  |  |  |                    |
|                            |                                       |  |                     | Eleonora Magdalena Falcko-Neuburská     |  |  |  |  |  |  |  |                    |
|                            |                                       |  |                     |                                         |  |  |  |  |  |  |  |                    |
|                            | Marie Josefa Habsburská               |  |                     |                                         |  |  |  |  |  |  |  |                    |
|                            |                                       |  |                     |                                         |  |  |  |  |  |  |  |                    |
|                            |                                       |  |                     | Jan Fridrich Brunšvicko-Lüneburský      |  |  |  |  |  |  |  |                    |
|                            |                                       |  |                     |                                         |  |  |  |  |  |  |  |                    |
|                            | Amálie Vilemína Brunšvicko-Lüneburská |  |                     |                                         |  |  |  |  |  |  |  |                    |
|                            |                                       |  |                     |                                         |  |  |  |  |  |  |  |                    |
|                            |                                       |  |                     | Benedikta Jindřiška Falcko-Simmernská   |  |  |  |  |  |  |  |                    |
|                            |                                       |  |                     |                                         |  |  |  |  |  |  |  |                    |